# Maximilian Göppel
Maximilian Göppel (Vaduz, 31 de agosto de 1997) es un futbolista liechtensteiniano que juega en la demarcación de defensa para el S. C. Young Fellows Juventus de la 1. Liga.

## Selección nacional
Tras jugar en la selección sub-19 y en la selección sub-21, finalmente el 6 de junio de 2016 hizo su debut con la selección absoluta en un encuentro amistoso contra Islandia que finalizó con un resultado de 4-0 a favor del combinado islandés tras los goles de Kolbeinn Sigþórsson, Birkir Sævarsson, Alfreð Finnbogason y de Eiður Guðjohnsen. Además disputó la clasificación para la Copa Mundial de Fútbol de 2018, donde anotó su primer gol con la selección.

### Goles internacionales
| # | Fecha                | Estadio                                 | Oponente    | Gol | Resultado | Competición                                          |
| - | -------------------- | --------------------------------------- | ----------- | --- | --------- | ---------------------------------------------------- |
| 1 | 9 de octubre de 2016 | Estadio Teddy Kollek, Jerusalén, Israel | Israel      | 2-1 | 2-1       | Clasificación para la Copa Mundial de Fútbol de 2018 |
| 2 | 7 de junio de 2021   | Tórsvøllur, Tórshavn, Islas Feroe       | Islas Feroe | 0-1 | 5-1       | Amistoso                                             |

## Clubes
| Club                         | País          | Año       | Partidos | Goles |
| ---------------------------- | ------------- | --------- | -------- | ----- |
| FC Balzers                   | Liechtenstein | 2014-2016 | 34       | 0     |
| FC Vaduz                     | Liechtenstein | 2016-2020 | 102      | 0     |
| USV Eschen/Mauren            | Liechtenstein | 2021-2024 | 52       | 3     |
| S. C. Young Fellows Juventus | Suiza         | 2024-     | 13       | 0     |

## Palmarés

### Campeonatos nacionales
| Título                | Club     | País          | Año  |
| --------------------- | -------- | ------------- | ---- |
| Copa de Liechtenstein | FC Vaduz | Liechtenstein | 2017 |